# Chiesa dei Santi Matteo e Colombano
La chiesa dei Santi Matteo e Colombano si trova a Pietrabuona, una frazione di Pescia, in provincia di Pistoia, diocesi di Pescia.

## Storia e descrizione
Dedicata ai santi Matteo e Colombano.
La chiesa conserva due sculture di inizio cinquecento in legno dipinto raffiguranti San Marco e San Colombano. I numerosi arredi liturgici che erano custoditi nell'edificio, tra i quali una croce in argento e smalti del XV secolo e una croce in rame inciso databile al secolo XIV, sono stati trasferiti per ragioni di sicurezza nella curia di Pescia.